# Óscar de Marcos
Óscar de Marcos (Laguardia, 10 april 1989) is een Spaans voetballer die doorgaans speelt als rechtsback. In 2009 verruilde hij Deportivo Alavés voor Athletic Bilbao.

## Clubcarrière
De Marcos maakte zijn profdebuut voor Deportivo Alavés op 21 december 2008 tegen CD Tenerife. In juli 2009 tekende hij een vierjarig contract bij Athletic Bilbao. Hij maakte zijn debuut voor de Basken in de voorronde van de Europa League tegen BSC Young Boys. Tien dagen later scoorde hij het openingsdoelpunt in de Supercopa tegen FC Barcelona. Athletic Bilbao verloor de heenwedstrijd met 1-2 en verloor ook de terugwedstrijd met 0-3. Op 4 januari 2012 werd zijn contract verlengd tot juni 2016. Er werd een transferclausule in zijn contract opgenomen van 32 miljoen euro.

## Clubstatistieken
| Seizoen | Club             | Competitie       | Competitie | Competitie | Beker | Beker | Internationaal | Internationaal | Totaal | Totaal |
| Seizoen | Club             | Competitie       | Wed.       | Dlp.       | Wed.  | Dlp.  | Wed.           | Dlp.           | Wed.   | Dlp.   |
| ------- | ---------------- | ---------------- | ---------- | ---------- | ----- | ----- | -------------- | -------------- | ------ | ------ |
| 2008/09 | Deportivo Alavés | Segunda División | 19         | 4          | 0     | 0     | —              | —              | 19     | 4      |
| 2009/10 | Athletic Bilbao  | Primera División | 19         | 1          | 2     | 1     | 8              | 1              | 29     | 3      |
| 2010/11 | Athletic Bilbao  | Primera División | 13         | 0          | 2     | 0     | —              | —              | 15     | 0      |
| 2011/12 | Athletic Bilbao  | Primera División | 34         | 4          | 8     | 1     | 14             | 4              | 56     | 9      |
| 2012/13 | Athletic Bilbao  | Primera División | 36         | 6          | 2     | 0     | 8              | 1              | 46     | 7      |
| 2013/14 | Athletic Bilbao  | Primera División | 35         | 5          | 4     | 0     | —              | —              | 39     | 5      |
| 2014/15 | Athletic Bilbao  | Primera División | 35         | 1          | 7     | 0     | 10             | 1              | 52     | 2      |
| 2015/16 | Athletic Bilbao  | Primera División | 34         | 1          | 7     | 1     | 13             | 0              | 54     | 2      |
| 2016/17 | Athletic Bilbao  | Primera División | 9          | 0          | 0     | 0     | 3              | 0              | 12     | 0      |
| Totaal  | Totaal           | Totaal           | 234        | 22         | 32    | 3     | 56             | 7              | 322    | 32     |

Bijgewerkt op 14 januari 2017.

## Erelijst
| Supercopa de España | 1 | 2015 |